# Exochus teborus
Exochus teborus là một loài tò vò trong họ Ichneumonidae.